# Grand Theft Auto: Vice City
Grand Theft Auto: Vice City (сокр. — GTA: Vice City или GTA: VC) — компьютерная игра в жанре action-adventure от третьего лица, разработанная британской студией Rockstar North и выпущенная американской студией Rockstar Games. Является четвёртой основной по счёту и второй трёхмерной игрой из серии Grand Theft Auto. Релиз игры состоялся 29 октября 2002 года для приставки PlayStation 2 и 12 мая 2003 года для персональных компьютеров. Австрийская студия Rockstar Vienna также портировала игру для Xbox, выпустив сборник Grand Theft Auto: Double Pack, куда также вошла предыдущая игра серии — Grand Theft Auto III. 4 января 2008 года игра стала доступна для скачивания с помощью интернет-сервиса Steam. В честь десятой годовщины выхода игры, 6 декабря 2012 года Rockstar выпустила специальную версию игры для мобильных устройств под управлением операционных систем iOS и Android. Портированием занималась американская компания War Drum Studios. 29 января 2013 года была выпущена портированная версия игры с PlayStation 2 для PlayStation 3 и распространяемая через PlayStation Network. 11 ноября 2021 года компания Rockstar Games выпустила ремастированный сборник Grand Theft Auto: The Trilogy — The Definitive Edition, куда вошли GTA III, GTA: Vice City и GTA: San Andreas.
События игры происходят в вымышленном американском городе Вайс-Сити, прототипом для которого послужил реальный город Майами, в 1986 году — визуальный стиль игры (особенно одежда, музыка и транспорт) отражает это, иногда с элементами изящной пародии. Протагонистом игры выступает Томми Версетти, ставший жертвой сговора своего криминального босса Сонни Форелли.
Концепция игры и геймплей в сочетании с использованием 3D-движка игры способствовали тому, что Grand Theft Auto: Vice City стала самой продаваемой видеоигрой 2002 года и одной из наиболее прибыльных компьютерных игр в истории.

## Игровой процесс

Игровой процесс Grand Theft Auto: Vice City. Томми Версетти едет на мотоцикле

Grand Theft Auto: Vice City — игра в жанре action-adventure, сочетающая в себе элементы шутера от третьего лица и элементы автосимулятора в большом и открытом для исследования игровом мире, с классическим для этого жанра управлением. Игра развивает основные идеи геймплея предыдущих игр серии — Grand Theft Auto 2 и Grand Theft Auto III: игроку предстоит выполнять преимущественно криминальные и противозаконные задания, выдаваемые различными персонажами игры. Большинство миссий игрок получает от криминальных боссов и прочих персонажей игры, а также при помощи нескольких телефонных автоматов, расположенных на территории города. Также игрок может получить дополнительные задания, если доберётся до определённого места в игровом мире или сядет в определённый автомобиль. После того, как игрок получает задание, он не может браться за выполнение других миссий, пока не завершит или провалит текущую.
Вне транспортного средства главный герой, управляемый игроком, может ходить, бегать, прыгать, а также использовать оружие и драться врукопашную, но не умеет плавать (умирает в глубокой воде). Игроки могут управлять различными транспортными средствами, в том числе водными и воздушными.
Открытое окружение позволяет игрокам свободно передвигаться и выбирать, чем они будут заниматься в игровом мире. Однако для того, чтобы пройти игру и открыть новые районы города, необходимо выполнять сюжетные миссии, в остальном же они не обязательны и могут быть завершены игроком в любое время. Вне миссий игрок свободен в действиях и передвижении, и может совершать многие противозаконные в реальном мире действия: убивать прохожих и полицейских, угонять и взрывать автомобили и т. д. Совершение уголовных преступлений привлекает внимание органов правопорядка и повышает уровень розыска игрока полицией. В интерфейсе игры он отражён в виде «звёздочек» в правом углу игрового экрана — каждому уровню соответствует определённое число «звёздочек». При минимальном уровне розыска на поимку протагониста отправляются минимальные силы полиции, а с повышением уровня розыска для поимки игрока на помощь полиции будут направлены: при втором уровне розыска — полицейские машины, при 3 — полицейский вертолёт и 2 детектива на переделанном гражданском автомобиле Cheetah с мигалкой, при 4 — силы спецназа (SWAT), при 5 — агенты ФБР, при 6 — армия США при поддержке танков. Избавиться от розыска возможно, перекрасив машину в покрасочном салоне, переодев протагониста (с помощью значка футболки в некоторых магазинах одежды и местах сохранения, если уровень розыска не больше 2 пунктов) или взяв полицейскую взятку в виде звезды (она снижает уровень розыска на 1 пункт).
Если персонажа арестуют или он погибнет от полученных травм, то он появляется вновь у полицейского участка или больницы соответственно, лишённый арсенала оружия и бронежилета, а также части денежных средств, ушедших на дачу взяток или лечение. Фактически, персонаж игрока неограничен в количестве жизней. Это позволяет персонажу «умереть» столько раз, сколько заблагорассудится игроку, делая невозможным закончить игру раньше времени. Арест полицейскими или смерть протагониста во время прохождения игровых заданий означает провал миссии и необходимость прохождения задания заново.
В игре сохранились внутриигровые бонусы, такие как аптечка, бронежилет, взятка полиции (понижающая уровень розыска полицией на 1 пункт), адреналиновая пилюля (замедляющая внутриигровое время и увеличивающая силу удара) и символ черепа, позволяющий устроить геноцид (при этом выдаётся определённое оружие).

### Задания и нелинейность
Игровые задания, как и в предыдущих играх серии, разделяются на два вида: сюжетные и побочные. Сами по себе сюжетные задания линейны, их прохождение продвигает заранее написанный сюжет игры и открывает доступ к новым районам игрового города. Часть сюжетных заданий не являются обязательными к выполнению в игре. За каждое успешно выполненное задание игрок получает вознаграждение: денежное или в виде оружия и автотранспорта.
Кроме 63 основных сюжетных миссий, существуют также дополнительные второстепенные задания — миссии на автомобилях городских служб; миссии по угону автомобилей; гонки на стадионе и на маленьких радиоуправляемых самолётиках, вертолёте и машине; стрельба в тире; сбор чек-поинтов транспортным средством на время и т. д. В игре сохранились присутствующие в Grand Theft Auto III Rampage-миссии, активизирующиеся, когда протагонист берёт один из находящихся по всему городу значков в виде черепа. При этом игрок получает дополнительную секретную миссию, смысл которой состоит в том, чтобы за 2 минуты уничтожить определённое количество участников определённой банды или транспортных средств при помощи какого-либо вида оружия. Также из предыдущей игры серии вернулись т. н. «уникальные прыжки» — на территории города располагаются трамплины, в том числе 36 «уникальных». При удачном прыжке с такого трамплина на автомобиле или мотоцикле, кроме денежного бонуса, игрок получает ещё и сообщение об исполнении уникального прыжка.

## Сюжет
1986 год. В Либерти-Сити после 15 лет тюрьмы за убийство 11 человек возвращается главный герой — Томми Версетти. Босс Томми, криминальный авторитет Сонни Форелли, который намерен расширить своё влияние на юге, отправляет его в Вайс-Сити заключать сделку по приобретению партии наркотиков. Томми и ещё двух человек из клана Форелли (Гарри и Ли) встречает в аэропорту города адвокат Кен Розенберг. После все они приезжают в порт города, где и проходит сделка с братьями Вэнсами. Но неожиданно она срывается тремя неизвестными стрелками, и из клана Форелли гибнут все, кроме Томми и Розенберга; также гибнет один из братьев Вэнс. Томми успевает спастись, прыгнув в машину Розенберга, и они вместе уезжают к офису адвоката. После, устроившись в отеле, Томми звонит Сонни и сообщает о провале сделки. Форелли в ярости и требует вернуть деньги и наркотики, хотя они уже лежат на его столе. Очевидно, для Сонни и денег, и наркотиков мало, и он пытается полностью контролировать всё и каждого человека в этом городе, включая Томми, который явно не хочет быть обманутым «мальчиком на побегушках».
Так начинается криминальная карьера Томми в Вайс-Сити. В начале игры он находит предполагаемого заказчика, шеф-повара Лео Тиля. Между ними происходит драка, в которой Лео гибнет, а Томми забирает его мобильный телефон. На месте драки Томми встречает ещё одного выжившего участника проваленной сделки — Лэнса Вэнса (младшего брата погибшего в порту Виктора Вэнса), который предлагает Томми объединить усилия, так как у них общие цели. Томми, хоть и не сразу, но соглашается. Впоследствии Версетти и Вэнс становятся друзьями.
С помощью Кена Розенберга Томми знакомится с влиятельными персонами в криминальном мире Вайс-Сити — магнатом недвижимости Эйвери Кэррингтоном и полковником Хуаном Гарсией Кортесом. Чтобы заполучить их доверие, Томми выполняет для них несколько заданий. Кортес, в обмен на работу, соглашается помочь Томми найти всех виновников в срыве сделки. Сначала Кортес вычисляет доносчика, который помогал сорвать сделку: им оказывается Гонсалес («правая рука» полковника), которого Томми впоследствии убивает. А позже Кортес отправляет Томми проконтролировать сделку наркобарона Рикардо Диаса с кубинской мафией, которую пытается сорвать банда гаитян, заклятых врагов кубинцев. Версетти спасает Диасу жизнь и его деньги. В благодарность Диас предлагает Томми работать на него; также выясняется, что на Диаса уже работает и Лэнс. Во время одного из заданий Лэнс сообщает Томми, что он выяснил о том, что сделку в порту сорвал именно Диас, и предлагает поквитаться с ним; позже Кортес подтверждает эту информацию. Лэнс торопится убить Диаса, однако Томми отговаривает Лэнса торопить события до удобного и разумного момента. Но, мучимый жаждой мести за брата, Лэнс пытается совершить убийство в одиночку. Однако ему не удаётся, его захватывают в плен люди Диаса и пытают на свалке. Томми вовремя узнаёт об этом от Кента Пола (местного тусовщика и главного сплетника города) и приезжает туда, убивает большую часть бандитов и спасает жизнь незадачливому киллеру. Версетти отчитывает Вэнса за этот опрометчивый поступок и теперь они вынуждены убить Диаса, пока он не убил их первым. Вооружившись автоматами, друзья проникают в особняк наркобарона, устраивают там стрельбу и смертельно ранят Диаса. Перед смертью Диас обвиняет Томми в предательстве, но Лэнс не даёт ему договорить и добивает Диаса выстрелом в голову.
Завладев солидным имуществом, Томми начинает создавать собственную криминальную империю, занимаясь ограблениями магазинов, сбытом наркотиков, скупкой разного рода недвижимости с преступным доходом и налаживанием контактов с другими бандами (кубинцы и байкеры), а также с Кентом Полом и известной рок-группой Love Fist, которую Пол продюсирует. Лэнс, недовольный тем, что Томми якобы не ценит его как компаньона, начинает звонить ему и предъявлять претензии в самые неподходящие для этого моменты. Но Томми не обращает внимания на эти претензии ввиду своей занятости.
О разрастающемся авторитете Версетти узнаёт Сонни Форелли, который тоже часто звонит Томми и требует теперь помимо обещанных денег и наркотиков ещё и выплаты процентов от всего бизнеса Томми в Вайс-Сити. Но Томми теперь не собирается подчиняться своему бывшему боссу. И поэтому дело доходит до того, что в Вайс-Сити приезжают 6 представителей клана Форелли и совершают нападение на типографию Print Works, которую Версетти приобрёл для производства фальшивых банкнот, а позже совершают рэкет и на другие объекты Версетти. Томми быстро находит виновников и разделывается с ними. В конце концов, Сонни лично прибывает в Вайс-Сити. Томми пытается отделаться от Сонни 3 млн фальшивых долларов, но тут его открыто предаёт Лэнс (предавший Томми ещё ранее, позвонив Форелли) и сообщает, где находятся настоящие деньги. Становится ясно, что именно Сонни подставил Томми 15 лет назад, наняв 11 киллеров для его ликвидации: Сонни всегда завидовал криминальному таланту Томми и боялся того, что он в конце концов займёт его место в банде, и поэтому всячески пытался от него избавиться. Завязывается перестрелка прямо в особняке Томми, в ходе которой Версетти сначала убивает предателя Лэнса, а затем он прикончил и самого Сонни Форелли. После этого к Томми подходит шокированный всем этим Кен Розенберг. Томми говорит адвокату, что больше никто им угрожать не будет и что настало время для прекрасных деловых отношений с ним, ведь клан Сонни Форелли теперь уничтожен, а клан Томми Версетти остался единственным правящим в городе; Кен этому безумно рад. Таким образом, Томми Версетти становится самой мощной преступной фигурой в криминальном мире Вайс-Сити.

### Атмосфера

Закат над Вайс-Сити. Город, представленный в открытом мире игры, был очень высоко оценён рецензентами за его дизайн и проработку деталей. Отмечалось, что он чувствуется более живым по сравнению с Либерти-Сити в Grand Theft Auto III

Многие элементы игрового мира заимствованы из фильма Брайана де Пальмы «Лицо со шрамом» и популярного американского телесериала 1980-х «Полиция Майами: Отдел нравов».
Графика имеет ряд преимуществ — более эффективное использование отражающих поверхностей (при использовании модели освещения «radiosity», проработаны солнечные блики на камеру), основные текстуры имеют большее разрешение, чем в GTA III. Улучшенный интерфейс стал указывать, помимо прочего, высоту местонахождения объекта относительно положения главного героя.

## Разработка
После выхода Grand Theft Auto III для Windows разработчики обсуждали возможность выпустить дополнения для игры с новым оружием, видами транспорта и миссиями, однако в конечном итоге идеи было решено реализовать в отдельной игре, которой стала Vice City. Игра создавалась в течение полутора лет командой из 50 человек. Разработка началась в конце 2001 года, когда Grand Theft Auto III была почти завершена. Первое время команда занималась исключительно созданием 3D-моделей; полноценная разработка, по словам исполнительного продюсера Сэма Хаузера, началась в первой половине 2002 года и продолжалась около девяти месяцев. Игра была анонсирована 22 мая 2002 года во время выставки Electronic Entertainment Expo. На тот момент это была самая дорогая игра Rockstar North с бюджетом в 5 миллионов долларов:173. 5 сентября 2002 года дату выхода игры перенесли с 22 на 29 октября, чтобы удовлетворить спрос на продукцию. 15 октября 2002 года игра ушла на золото.

## Саундтрек и внутриигровые СМИ
В игре присутствуют 9 радиостанций, 7 из них музыкальные, а 2 — в формате ток-шоу. Все они доступны для прослушивания игроку, когда протагонист игры находится в любом транспортном средстве, за исключением автомобилей специальных служб (полиция, скорая помощь, пожарная служба). Музыкальное вещание на всех радиостанциях прерывается рекламными объявлениями. Некоторые рекламируемые вещи имеют отношения к игре, другие — упоминаются на разговорных радиостанциях, также существуют пародии на рекламу времён действия игры.
Отличительной особенностью музыкального сопровождения Vice City в том, что композиции, проигрываемые на волнах радиостанций, являются реальными хитами начала 1980-х.
Саундтрек включает около 9 часов музыкальных композиций 80-х, среди которых: Майкл Джексон («Billie Jean», «Wanna Be Startin' Somethin'»), GrandMaster Flash («The Message»), Motley Crue («Too Young to Fall in Love») Cutting Crew («(I Just) Died In Your Arms»), Electric Light Orchestra («Four Little Diamonds»), Judas Priest («You’ve Got Another Thing Comin’»), Лора Брэниган («Self Control»), Kool & the Gang («Summer Madness»), Flock of Seagulls («I Ran So Far Away»), Hall & Oates («Out of Touch»), Gary Numan («Cars»), REO Speedwagon («Keep On Loving You») и другие.

## Выпуск на основных игровых платформах
| Системные требования (PC) | Системные требования (PC)                                                                                     | Системные требования (PC)                                                                                             |
| ------------------------- | --- | --- |
|                           | Минимальные                                                                                                   | Рекомендуемые |
| Windows                   | | |
| ОС                        | Windows 98/98SE/ME/2000 Pro (SP3)/XP (SP1)/7(обычная)                                                         | Windows 98/98SE/ME/2000 Pro (SP3)/XP (SP1)/7(обычная)                                                                 |
| ЦПУ                       | 800 МГц Intel Pentium III /AMD Athlon или 1,2 ГГц Intel Celeron/AMD Duron                                     | Intel Pentium IV или AMD Athlon XP                                                                                    |
| Объём ОЗУ                 | 256 Мб | 512 Мб |
| Место на диске            | 915 Мб свободного пространства (635 Мб дополнительно, если видеокарта не поддерживает сжатие текстур DirectX) | 1,55 Гб свободного пространства (635 Мб дополнительно, если видеокарта не поддерживает сжатие текстур DirectX)        |
| Информационный носитель   | 8-скоростной CD / DVD дисковод                                                                                | 16-скоростной CD / DVD дисковод                                                                                       |
| Видеокарта                | 32 Мб видеокарта, совместимая с DirectX 9.0 (GeForce или лучше)                                               | 64 Мб видеокарта, совместимая с DirectX 9.0 (GeForce 3/Radeon 8500 или лучше) и поддержкой компрессии текстур DirectX |
| Звуковая плата            | Звуковая карта, совместимая с DirectX 9.0                                                                     | Звуковая карта, совместимая с DirectX 9.0                                                                             |
| Устройства ввода          | Клавиатура, Мышь                                                                                              | Геймпад (USB или порт джойстика), Клавиатура, Мышь                                                                    |

### PlayStation 2
На сегодняшний день Grand Theft Auto: Vice City для PlayStation 2 имеет наилучшие показатели продаж среди всей серии игр, не считая GTA IV, которая в первый же день разошлась тиражом 4,2 млн копий. Vice City предрекали больший коммерческий успех, чем предыдущей игре серии, Grand Theft Auto III, из-за многочисленных улучшений и интереса публики на волне успеха GTA III. Интересным фактом является то, что Vice City продавалась лучше следующей игры серии, Grand Theft Auto: San Andreas. Причиной такой ситуации можно считать договор между Sony Computer Entertainment и Take-Two Interactive, подписанный перед выходом Vice City, согласно которому игра должна была выйти эксклюзивно на PlayStation 2. Это заставило поклонников игры сомневаться в выходе версий для Xbox и PC. Однако вскоре договор был переписан, разрешив портирование игры на PC и выход сборника Grand Theft Auto: Double Pack для Xbox. Когда в 2004 году вышел San Andreas для PlayStation 2, можно было уверенно говорить о появлении версий для Xbox и PC в 2005 году.
Vice City является одним из лидеров продаж PlayStation 2, время от времени уступая Gran Turismo 3: A-Spec.

### PC
Версия Grand Theft Auto: Vice City для PC имела намного лучшую производительность, чем предыдущая игра серии, Grand Theft Auto III. Объяснить это можно тем, что GTA III просчитывала все объекты вокруг игрока (даже если их не было видно), а движок Vice City ограничивался только тем, что нужно было отобразить на экране, — это уменьшало нагрузку на компьютер. Системные требования Vice City немного возросли по сравнению с GTA III (так как игровые модели стали более детализированными).

### Xbox
Версия для Xbox появилась через год после выхода игры на PlayStation 2; также она вошла в сборники Grand Theft Auto: Double Pack и Grand Theft Auto: Trilogy Pack. Возможности Xbox позволили внести в игру несколько улучшений по сравнению с версиями для PlayStation 2 и PC. Мощное по своим временам оборудование приставки обеспечило поддержку лучшей графики: более детализированные модели; отражения и тени, просчитываемые в реальном времени; увеличенная дальность прорисовки; улучшенные погодные эффекты. Однако низкое экранное разрешение портированной версии игры снизило эффект использования улучшенных текстур. Наличие у Xbox жёсткого диска позволило использовать в качестве радиостанции в игре пользовательские аудиофайлы в формате WMA.

### PlayStation 4
5 декабря 2015 года компания Rockstar Games выпустила ремейк версии для PlayStation 2 в HD-качестве и с разрешением в 1080р для консоли восьмого поколения. Так как игра была преобразована из оригинальной версии, она не поддерживает периферийные устройства для консоли шестого поколения, в некоторых случаях могло измениться управление или некоторые функции могут быть недоступны.

## Особенности региональных изданий игры

### Россия
В России игра была издана на английском языке и русской документацией компанией «SoftClub» одновременно с мировой премьерой. Официальная русская версия игры вышла 9 октября 2009 года и была издана компанией «1С-Софтклаб» в двух вариантах — в джевел-упаковке и в DVD-боксе в комплекте с руководством пользователя и картой игрового города.

### Япония
В Японии игру издавала компания Capcom. Сначала игра вышла на PC 25 сентября 2003 года, затем на PlayStation 2 20 мая 2004 года и на Xbox 29 июля 2004 года. Игре был присвоен рейтинг «Z» (для лиц старше 18 лет), также из-за жёсткой цензуры был внесён ряд поправок в игровой процесс.

## Оценки и мнения
| Сводный рейтинг       | Сводный рейтинг | Сводный рейтинг     | Сводный рейтинг    |
| Издание               | Оценка          | Оценка              | Оценка             |
| Издание               | iOS             | PC                  | PS2                |
| --------------------- | --------------- | ------------------- | ------------------ |
| GameRankings          | 80,80 %         | 94,39 %             | 94,43 %            |
| Metacritic            | N/A             | 94/100 (30 обзоров) | 95/100 (62 обзора) |
| TopTenReviews         | N/A             | [ 27 ]              | [ 28 ]             |
| Иноязычные издания    |                 |                     |                    |
| Издание               | Оценка          | Оценка              | Оценка             |
| Издание               | iOS             | PC                  | PS2                |
| 1UP.com               | N/A             | A+                  | N/A                |
| AllGame               | N/A             | [ 30 ]              | N/A                |
| CVG                   | N/A             | 9,5/10              | N/A                |
| Eurogamer             | N/A             | 9/10                | N/A                |
| GameRevolution        | N/A             | N/A                 | A                  |
| GameSpot              | N/A             | N/A                 | 9,6/10             |
| GameSpy               | N/A             | [ 35 ]              | N/A                |
| IGN                   | N/A             | 9,3/10              | 9,7/10             |
| MobyGames             | N/A             | 93/100              | 94/100             |
| Русскоязычные издания |                 |                     |                    |
| Издание               | Оценка          | Оценка              | Оценка             |
| Издание               | iOS             | PC                  | PS2                |
| Absolute Games        | N/A             | 90 %                | N/A                |
| PlayGround.ru         | N/A             | 9,0/10              | N/A                |
| StopGame.ru           | изумительно     | N/A                 | N/A                |
| «Домашний ПК»         | N/A             | [ 43 ]              | N/A                |
| «Игромания»           | N/A             | 9,5/10              | N/A                |
| «Страна игр»          | N/A             | 9,5/10              | N/A                |

Grand Theft Auto: Vice City получила всеобщее признание критиков. Средняя оценка игры на агрегаторе Metacritic составила 95 баллов из 100 на основании 62 рецензий. Обозреватели хвалили звук, музыку, игровой процесс и дизайн открытого мира, но некоторые ругали управление и технические проблемы. Дуглас Перри из IGN назвал Vice City одной из самых впечатляющих игр 2002 года, а Рэймонд Падилла из GameSpy назвал её «глубокой, дьявольски увлекательной и уникальной».
Grand Theft Auto: Vice City получила премию BAFTA в области игр 2004 года в номинациях «Action Game», «Design», «PC», «PS2», «Sound» и «Sunday Times Reader Award For Games». Журнал «Игромания» назвал Grand Theft Auto: Vice City лучшей игрой 2003 года. В 2022 году сайт IGN присвоил Grand Theft Auto: Vice City 5 место в списке 25 лучших игр на PlayStation 2.

## GTA Vice City Nextgen Edition
25 января 2025 года российские разработчики из Revolution Team выпустили GTA: Vice City Nextgen Edition — пользовательскую модификацию, которая позиционируется как неофициальный ремастер, переносит основные и побочные миссии, кат-сцены и мир игры на движок RAGE из GTA IV, а также полностью переведена и озвучена на русский язык. Сайт IGN назвал создателей непокорными, так как за два дня до даты выхода модификации их канал на YouTube был заблокирован по жалобе Take-Two Interactive. Позже за нарушение авторских прав был удалён Telegram-канал, и Revolution Team убрала все упоминания о Nextgen Edition из группы в социальной сети «ВКонтакте». 1 февраля 2025 года команда объявила, что прекращает поддержку проекта, ввиду обращения Entertainment Software Association, которая представляет интересы Take-Two Interactive.